# Petites (film)
Pour les articles homonymes, voir Petites.
Pour plus de détails, voir Fiche technique et Distribution.
Petites est un film dramatique français réalisé par Julie Lerat-Gersant et sorti en 2022.

## Synopsis
Enceinte à 16 ans, Camille se retrouve placée dans un centre maternel par le juge des enfants. Sevrée d’une mère aimante mais toxique, elle se lie d’amitié avec Alison, jeune mère immature, et se débat contre l’autorité de Nadine, une éducatrice aussi passionnée que désillusionnée. Ces rencontres vont bouleverser son destin…

## Fiche technique
- Titre original : Petites
- Réalisation : Julie Lerat-Gersant
- Scénario : Julie Lerat-Gersant et François Roy
- Musique : Superpoze
- Photographie : Virginie Saint-Martin
- Montage : Mathilde Van de Moortel
- Direction artistique : François Roy
- Costumes : Cécile Madry
- Production : Sophie Révil
- Société de production : Escazal Films
- Société de distribution : Haut et Court
- Pays de production :  France
- Langue originale : français
- Format : couleur — 2,35:1
- Genre : drame
- Durée : 90 minutes
- Dates de sortie :
  - Suisse : 7 août 2022 (Festival de Locarno)
  - Belgique : 1er octobre 2022 (Festival de Namur)
  - Espagne : 12 novembre 2022 (Festival de Gijón)
  - France : 22 février 2023

## Distribution
- Pili Groyne : Camille
- Romane Bohringer : Nadine
- Victoire Du Bois : Clo, la mère de Camille
- Lucie Charles-Alfred : Alison
- Suzanne Roy-Lerat : Diana, la fille d'Alison
- Bilel Chegrani : Mehdi
- Shirel Nataf : Laura
- Davina Lwaka : Fathou
- Radouan Leflahi : Salim
- Félix Maritaud : Fred
- Louis Bernard : Jimmy
- Julie Lerat-Gersant : la directrice du centre
- Cyril Gueï : le gynécologue
- Lauréna Thellier : Jasmine
- Céline Sallette : la juge